# Рентабельність власного капіталу
Рентабельність власного капіталу (англ. return on equity (ROE)) — фінансовий коефіцієнт, що характеризує ефективність використання власного капіталу. Показує, яка віддача (норма прибутку) на вкладений власний капітал. Максимізація цього показника – важливе завдання, яке необхідно виконати управлінцям підприємства.

## Розрахунок
Рентабельність власного капіталу обчислюється відношенням чистого прибутку до середньорічної вартості власного капіталу.
{\displaystyle \mathrm {ROE} =\left({\frac {\mathrm {Net\ Profit} }{\mathrm {(Sh.equity1+Sh.equity2)/2} }}\right)*100\%},
де Net Profit - чистий прибуток (рядок 220, форми 2), якщо збиток (рядок 225, форми 2), Sh.equity1 та Sh.equity2  - власний капітал на початок і кінець звітного періоду відповідно (рядок 380, балансу підприємства).
Згідно з міжнародними стандартами бізнес-планування  застосовується як один із фінансових показників ефективності бізнес-планів